# سفارة مدغشقر في واشنطن العاصمة
سفارة مدغشقر في واشنطن العاصمة هي البعثة الدبلوماسية لجمهورية مدغشقر لدى الولايات المتحدة. تقع في 2374 شارع ماساتشوستس، شمال غرب واشنطن العاصمة، في حي إمباسي رو.
القائم بالأعمال الحالي و رئيس البعثة هو أميل بيلين نيرينافيسوا مارسيدا.

## روابط خارجية
- الموقع الرسمي
- ويكيمابيا